# 林栋樑
林栋樑（1930年5月17日—2019年4月12日），男，福建莆田人，中国金属材料及热处理专家，曾任上海交通大学副校长、教授、博士生导师。